# Портарешти (Валча)
Портарешти (рум. Portărești) насеље је у Румунији у округу Валча у општини Лалошу. Oпштина се налази на надморској висини од 179 m.

## Становништво
Према подацима из 2002. године у насељу је живело 210 становника, од којих су сви румунске националности.